# آداب النفوس
آداب النفوس، كتاب للإمام الحارث المحاسبي المتوفى سنة 243 هـ، في باب التصوف السنّي، وهو من أوائل من كتب في التصوف.